# Nuoto ai Giochi della XXXII Olimpiade - 200 metri misti femminili
La gara di nuoto dei 200 metri misti femminili dei Giochi della XXXII Olimpiade di Tokyo è stata disputata tra il 26 e il 28 luglio 2021 presso il Tokyo Aquatics Centre. Vi hanno partecipato 27 atlete provenienti da 20 nazioni.
La competizione è stata vinta dalla nuotatrice giapponese Yui Ōhashi, mentre l'argento e il bronzo sono andati rispettivamente alle statunitensi Alex Walsh e Kate Douglass.

## Record
Prima della competizione il record del mondo e il record olimpico erano i seguenti:
| Record mondiale | 2'06"12 | Katinka Hosszú Ungheria | 3 agosto 2015 Kazan', Russia          |
| Record olimpico | 2'06"58 | Katinka Hosszú Ungheria | 9 agosto 2016 Rio de Janeiro, Brasile |

Nel corso della competizione non sono stati migliorati.

## Programma
| Data           | Ora (UTC+9) | Turno      |
| -------------- | ----------- | ---------- |
| 26 luglio 2021 | 19:37       | Batterie   |
| 27 luglio 2021 | 11:58       | Semifinali |
| 28 luglio 2021 | 11:45       | Finale     |

## Risultati

### Batterie
| Pos. | Batteria | Corsia | Atleta                 | Nazionalità   | Tempo   | Note |
| ---- | -------- | ------ | ---------------------- | ------------- | ------- | ---- |
| 1    | 2        | 5      | Kate Douglass          | Stati Uniti   | 2'09"16 | Q    |
| 2    | 4        | 4      | Katinka Hosszú         | Ungheria      | 2'09"70 | Q    |
| 3    | 3        | 5      | Abbie Wood             | Gran Bretagna | 2'09"94 | Q    |
| 3    | 4        | 5      | Alex Walsh             | Stati Uniti   | 2'09"94 | Q    |
| 5    | 3        | 2      | Maria Ugolkova         | Svizzera      | 2'10"04 | Q,   |
| 6    | 3        | 4      | Sydney Pickrem         | Canada        | 2'10"13 | Q    |
| 7    | 3        | 6      | Anastasia Gorbenko     | Israele       | 2'10"21 | Q    |
| 8    | 2        | 3      | Yu Yiting              | Cina          | 2'10"22 | Q    |
| 9    | 3        | 3      | Alicia Wilson          | Gran Bretagna | 2'10"39 | Q    |
| 10   | 2        | 4      | Yui Ōhashi             | Giappone      | 2'10"77 | Q    |
| 11   | 4        | 7      | Cyrielle Duhamel       | Francia       | 2'11"11 | Q    |
| 12   | 4        | 3      | Miho Teramura          | Giappone      | 2'11"22 | Q    |
| 13   | 2        | 2      | Ilaria Cusinato        | Italia        | 2'11"41 | Q    |
| 14   | 4        | 2      | Sara Franceschi        | Italia        | 2'11"47 | Q    |
| 15   | 4        | 6      | Kim Seo-yeong          | Corea del Sud | 2'11"54 | Q    |
| 16   | 4        | 8      | Kristýna Horská        | Rep. Ceca     | 2'12"21 | Q    |
| 17   | 2        | 7      | Dalma Sebestyén        | Ungheria      | 2'12"42 |      |
| 18   | 2        | 6      | Bailey Andison         | Canada        | 2'12"52 |      |
| 19   | 4        | 1      | Ellen Walshe           | Irlanda       | 2'13"34 |      |
| 20   | 3        | 8      | África Zamorano        | Spagna        | 2'13"81 |      |
| 21   | 3        | 7      | Fantine Lesaffre       | Francia       | 2'14"20 |      |
| 22   | 3        | 1      | Viktoriya Zeynep Güneş | Turchia       | 2'14"41 |      |
| 23   | 2        | 8      | Rebecca Meder          | Sudafrica     | 2'14"79 |      |
| 24   | 1        | 5      | McKenna DeBever        | Perù          | 2'15"86 |      |
| 25   | 2        | 1      | Diana Petkova          | Bulgaria      | 2'16"70 |      |
| 26   | 1        | 4      | Anja Crevar            | Serbia        | 2'17"62 |      |
| 27   | 1        | 3      | Nicole Frank           | Uruguay       | 2'18"93 |      |

### Semifinali
| Pos. | Semifinale | Corsia | Atleta             | Nazionalità   | Tempo   | Note |
| ---- | ---------- | ------ | ------------------ | ------------- | ------- | ---- |
| 1    | 2          | 4      | Kate Douglass      | Stati Uniti   | 2'09"21 | Q    |
| 2    | 2          | 5      | Abbie Wood         | Gran Bretagna | 2'09"56 | Q    |
| 3    | 1          | 5      | Alex Walsh         | Stati Uniti   | 2'09"57 | Q    |
| 4    | 1          | 6      | Yu Yiting          | Cina          | 2'09"72 | Q    |
| 5    | 1          | 2      | Yui Ōhashi         | Giappone      | 2'09"79 | Q    |
| 6    | 1          | 3      | Sydney Pickrem     | Canada        | 2'09"94 | Q    |
| 7    | 1          | 4      | Katinka Hosszú     | Ungheria      | 2'10"22 | Q    |
| 8    | 2          | 2      | Alicia Wilson      | Gran Bretagna | 2'10"59 | Q    |
| 9    | 2          | 3      | Maria Ugolkova     | Svizzera      | 2'10"65 |      |
| 10   | 2          | 6      | Anastasia Gorbenko | Israele       | 2'10"70 |      |
| 11   | 2          | 7      | Cyrielle Duhamel   | Francia       | 2'10"84 |      |
| 12   | 2          | 8      | Kim Seo-yeong      | Corea del Sud | 2'11"38 |      |
| 13   | 1          | 1      | Sara Franceschi    | Italia        | 2'11"71 |      |
| 14   | 2          | 1      | Ilaria Cusinato    | Italia        | 2'12"10 |      |
| 15   | 1          | 7      | Miho Teramura      | Giappone      | 2'12"14 |      |
| 16   | 1          | 8      | Kristýna Horská    | Rep. Ceca     | 2'12"85 |      |

### Finale
| Pos.    | Corsia | Atleta         | Nazionalità   | Tempo   | Note |
| ------- | ------ | -------------- | ------------- | ------- | ---- |
| Oro     | 2      | Yui Ōhashi     | Giappone      | 2'08"52 |      |
| Argento | 3      | Alex Walsh     | Stati Uniti   | 2'08"65 |      |
| Bronzo  | 4      | Kate Douglass  | Stati Uniti   | 2'09"04 |      |
| 4       | 5      | Abbie Wood     | Gran Bretagna | 2'09"15 |      |
| 5       | 6      | Yu Yiting      | Cina          | 2'09"57 |      |
| 6       | 7      | Sydney Pickrem | Canada        | 2'10"05 |      |
| 7       | 1      | Katinka Hosszú | Ungheria      | 2'12"38 |      |
| 8       | 8      | Alicia Wilson  | Gran Bretagna | 2'12"86 |      |